# 1995 en football
Cet article présente les faits marquants de l'année 1995 en football.

## Janvier
- 7 janvier : Victoire 5-0 du Real Madrid face au FC Barcelone en Championnat d'Espagne. Trois buts du Chilien Iván Zamorano.
- 11 janvier : Victoire 3-0 du FC Nantes au Parc des Princes contre le Paris Saint-Germain en match avancé de la 23e journée du Championnat de France. Les Canaris prennent une sérieuse option pour le titre.
- 18 janvier : Dernière sélection en équipe de France pour Jean-Pierre Papin lors du match Pays-Bas-France. C'est aussi la dernière apparition en bleu d'Éric Cantona.
- 25 janvier : Stupeur à Selhurst Park à Londres où à l'occasion du match Crystal Palace - Manchester United, le Français Éric Cantona, tout juste expulsé, s'en prend violemment à un spectateur venu l'insulter. Le joueur français écopera d'une suspension de six mois.

## Février
- 21 février : à la suite d'une affaire de commission illégale sur le transfert d'un joueur, l'entraîneur George Graham est limogé du club d'Arsenal dont il avait la charge depuis 1986. Son adjoint Stewart Houston le remplace jusqu'à la fin de la saison.
- 24 février : à la suite de l'agression du spectateur de Selhurst Park en janvier, Éric Cantona est suspendu des terrains pour six mois.

## Mars
- 22 mars,  Championnat de France : large victoire de l'AS Monaco face aux Girondins de Bordeaux (6-3).
- 25 mars : première sélection en équipe d'Italie pour Alessandro Del Piero lors du match Italie - Estonie.
- 29 mars : Match nul 0-0 à Tel-Aviv entre Israël et la France en éliminatoires de l'Euro 1996.

## Avril
- 26 avril : Victoire 4-0 de la France à Nantes aux dépens de la Slovaquie en éliminatoires de l'Euro 1996.

## Mai
- 3 mai : le Paris Saint-Germain remporte la Coupe de la Ligue en s'imposant 2-0 en finale face au SC Bastia.
- 10 mai : le Real Saragosse remporte la Coupe d'Europe des vainqueurs de coupes contre le tenant du titre Arsenal grâce notamment un but extraordinaire de Mohammed Nayim en toute fin de prolongation.
- 13 mai : le Paris Saint-Germain remporte la quatrième Coupe de France de son histoire en s'imposant 1-0 en finale face au Racing Club de Strasbourg.
- 17 mai : le Parme AC remporte la Coupe UEFA face à la Juventus.
- 19 mai : le FC Nantes est assuré du titre de champion de France.
- 20 mai : Everton remporte la FA Cup face à Manchester United (1-0).
- 24 mai : l'Ajax Amsterdam remporte la Ligue des champions en s'imposant en finale face à l'AC Milan sur le score de 1-0. Il s'agit du quatrième sacre pour l'Ajax dans cette compétition.
- 27 mai : au Camp Nou en Championnat d'Espagne, le FC Barcelone s'impose 1-0 sur le Real Madrid. L'unique but de la partie est inscrit par Miguel Ángel Nadal.

## Juin
- 15 juin : Bruce Rioch prend le poste d'entraîneur d'Arsenal.
- 18 juin, Coupe du monde féminine, finale : l'équipe de Norvège de football féminin enlève la Coupe du monde féminine face à l'équipe d'Allemagne de football féminin (2-0).
- 23 juin : premier match en équipe d'Allemagne pour Oliver Kahn à l'occasion d'une confrontation amicale face à la Suisse.

## Juillet
- 23 juillet, Copa América, finale : l'Uruguay remporte la Copa América en s'imposant aux tirs au but en finale face au Brésil.

## Août
- 17 août : Marco van Basten annonce qu'il met fin à sa carrière de footballeur professionnel. Blessé à la cheville, le footballeur néerlandais n'était plus apparu sur un terrain depuis le 26 mai 1993, date de la finale de la Ligue des champions entre le Milan AC et l'OM.
- 30 août, Copa Libertadores, finale : le Grêmio Porto Alegrense (Brésil) remporte la Copa Libertadores face à l'Atlético Nacional (Colombie).

## Septembre
- 6 septembre : 
  - Pose de la première pierre du Stade de France par le Premier ministre, Alain Juppé.
  - Victoire de l'équipe de France sur l'Azerbaidjan 10 - 0 pour les qualifications de l'Euro 1996. Ce score constitue à ce jour[Quand ?] la deuxième plus large victoire des Bleus, derrière celle face à Gibraltar en 2023.
  - Lors d'un match à Wembley face à l'Angleterre, le gardien colombien René Higuita réalise l'un des arrêts les plus audacieux jamais vus sur un terrain de football. Cet arrêt spectaculaire sera baptisé le coup du scorpion.

## Octobre
- 1er octobre, Championnat d'Espagne : à Santiago Bernabéu, le Real Madrid et le FC Barcelone font match nul (1-1). Les buts sont inscrits par Raúl pour le Real et par Roger pour le Barça.

## Décembre
- 15 décembre : la Communauté européenne publie l'arrêt Bosman autorisant la libre circulation des joueurs à l'intérieur de l'Union européenne.
- 25 décembre : l'attaquant libérien George Weah reçoit le Ballon d'or France Football 1995.

## Naissances
Plus d'informations : Liste d'acteurs du football nés en 1995.
- 16 janvier : Takumi Minamino, footballeur japonais.
- 6 février : Leon Goretzka, footballeur allemand.
- 8 février : Joshua Kimmich, footballeur allemand.
- 10 février : Naby Keïta, footballeur guinéen.
- 27 février : Sergej Milinković-Savić, footballeur serbe.
- 19 mars : Héctor Bellerín, footballeur espagnol.
- 3 avril : Adrien Rabiot, footballeur français.
- 18 avril : Divock Origi, footballeur belge.
- 29 mai : Nicolas Pépé, footballeur ivoirien.
- 8 juin : Ferland Mendy, footballeur français.
- 17 juin : Clément Lenglet, footballeur français.
- 3 juillet : Mike Maignan, footballeur français.
- 10 juillet : Ada Hegerberg, footballeuse norvégienne.
- 14 juillet : Serge Gnabry, footballeur allemand.
- 13 août : Presnel Kimpembe, footballeur français.
- 10 septembre : Jack Grealish, footballeur anglais.
- 12 novembre : Thomas Lemar, footballeur français.
- 5 décembre : Anthony Martial, footballeur français.

## Principaux décès
Plus d'informations : Liste d'acteurs du football morts en 1995.
- 6 janvier : décès à 72 ans de Piru Gaínza, international espagnol ayant remporté 7 Coupe d'Espagne devenu entraîneur.
- 10 janvier : décès à 84 ans d'Arthur Ruysschaert, joueur belge ayant remporté 2 Championnat de Belgique et la Coupe de Belgique en 1927.
- 17 janvier : décès à 75 ans de Roland Tilipsky, joueur français[1].
- 19 janvier décès à 86 ans d'Édith Alauze, joueuse française ayant remporté la Coupe de France 1924.
- 31 janvier : décès à 71 ans de Gabriel Isal, joueur espagnol.
- 4 février : décès à 62 ans de Roel Wiersma, international néerlandais ayant remporté le championnat des Pays-Bas en 1963[2].
- 10 février : décès à 64 ans de Jesús Garay, international espagnol ayant remporté le Championnat d'Espagne en 1956 et 4 Coupe d'Espagne.
- 15 février : décès à 79 ans de Sergio Bertoni, international italien, Champion olympique en 1936.
- 20 mars : décès à 68 ans de Víctor Ugarte, international bolivien ayant remporté la Copa América 1963.
- 2 avril : décès à 73 ans de Henri Guérin, joueur puis entraîneur  français. Il fut également séléctionneur de l'équipe de France.
- 25 avril : décès à 23 ans d'Andrea Fortunato, international italien.
- 12 mai : décès à 74 ans de Stefan Kovacs, joueur roumain ayant remporté 2 Ligue des champions, la Coupe intercontinentale 1972, le Championnat de Roumanie 1968, 3 Coupe de Roumanie, 2 Championnat des Pays-Bas, la Coupe des Pays-Bas 1972 et la Coupe de Grèce 1982. Il fut également sélectionneur de la Roumanie et de la France.
- 14 mai : décès à 88 ans de Jean Laurent, international français devenu entraîneur[3].
- 20 mai : décès à 90 ans de Maurice Banide, international français ayant remporté le Championnat de France en 1936 et 3 Coupe de France devenu entraîneur[4].
- 30 mai : décès à 82 ans de Ted Drake, international anglais ayant remporté 2 Championnat d'Angleterre et la Coupe d'Angleterre 1936 puis comme entraîneur le Championnat d'Angleterre 1955.
- 19 juillet : décès à 69 ans de Marcel Abautret, joueur puis entraineur français[5].
- 29 juillet : décès à 81 ans de Severino Varela, international uruguayen ayant remporté la Copa America 1942, quatre Championnat d'Uruguay et 2 Championnat d'Argentine.
- 1er août : décès à 84 ans de Marcel Decoux, joueur puis entraîneur français[6].
- 5 septembre : décès à 74 ans de Vinko Golob, international yougoslave ayant remporté le Championnat de Croatie 1942.
- 5 septembre : décès à 68 ans de Georgi Berkov, joueur bulgare ayant remporté la médaille d'argent aux Jeux olympiques 1968 et la Coupe de Bulgarie 1953 puis comme entraîneur le Championnat de Bulgarie 1964 et la Coupe de Bulgarie 1982.
- 5 septembre : décès à 80 ans d'Albert Pardigon, joueur français ayant remporté la Coupe de France 1938[7].
- 15 septembre : décès à 73 ans de Gunnar Nordahl, international suédois ayant remporté la médaille d'or aux Jeux olympiques 1948, quatre Championnat de Suède, la Coupe de Suède 1945 et 2 Championnat d'Italie devenu entraîneur.
- 13 octobre : décès à 71 ans d'Albert Dubreucq, international français ayant remporté le Championnat de France en 1946 et deux Coupes de France[8].
- 29 octobre : décès à 87 ans de Pierre Hornus, international français[9].
- 8 novembre : décès à 83 ans d'Aimé Nuic, international français devenu entraîneur[10].
- 27 novembre : décès à 79 ans de Jean Lauer, joueur français[11].
- 6 décembre : décès à 87 ans de Luis Regueiro, international espagnol.
- 8 décembre : décès à 70 ans de Marcel Pascal, joueur français ayant remporté la Coupe de France 1956 devenu entraîneur[12].
- 19 décembre : décès à 80 ans de Jules Mathé, international français ayant remporté le Championnat de France en 1936 et 3 Coupe de France[13].

## Groupes de supporters créés
- Génération Grenat 95 (FC Metz).
- Tigers 95 (Neuchâtel Xamax) tigers95.ch.
- Ultrem (Stade de Reims).
- Merlus Ultras (FC Lorient).

## Liens
- RSSSF : Tous les résultats du monde